# Лос-Саусес
Лос-Саусес (исп. Los Sauces) — посёлок в Чили. Административный центр одноимённой коммуны. Население — 3638 человек (2002).   Посёлок и коммуна входит в состав провинции Мальеко и области Араукания.
Территория коммуны — 849,8 км². Численность населения — 6889  жителей (2007). Плотность населения — 8,11 чел./км².

## Расположение
Посёлок расположен в 86 км на северо-запад от административного центра области города Темуко и в 24 км на юго-запад от административного центра провинции  города Анголь.
Коммуна граничит:
- на севере — c коммуной Анголь
- на востоке — с коммуной Эрсилья
- на юге — c коммунами Лумако, Трайгуен
- на западе — c коммуной Пурен

## Демография
Согласно сведениям, собранным в ходе переписи Национальным институтом статистики,  население коммуны составляет 6.889  человек, из которых 3.448  мужчин и 3.441  женщина.
Население коммуны составляет 0,74 % от общей численности населения области Араукания. 55,2 % относится к сельскому населению и 44,8 % — городское население.